# 桑敦 (印第安納州)
桑敦（英語：Thorntown）是一個位於美國印第安納州布恩縣的城鎮。

## 地理
桑敦的座標為40°07′34″N 86°36′22″W / 40.12611°N 86.60611°W，而該地的平均海拔高度為261米（即856英尺）。

## 人口
根據2010年美國人口普查的數據，桑敦的面積為1.56平方千米，當中陸地面積為1.56平方千米，而水域面積為0.00平方千米。當地共有人口958人，而人口密度為每平方千米614人。